# Roland McKeown
Roland McKeown (* 20. Januar 1996 in Listowel, Ontario) ist ein kanadischer Eishockeyspieler, der seit Juli 2024 bei den San Diego Gulls in der American Hockey League (AHL) unter Vertrag steht und dort auf der Position des Verteidigers spielt.

## Karriere

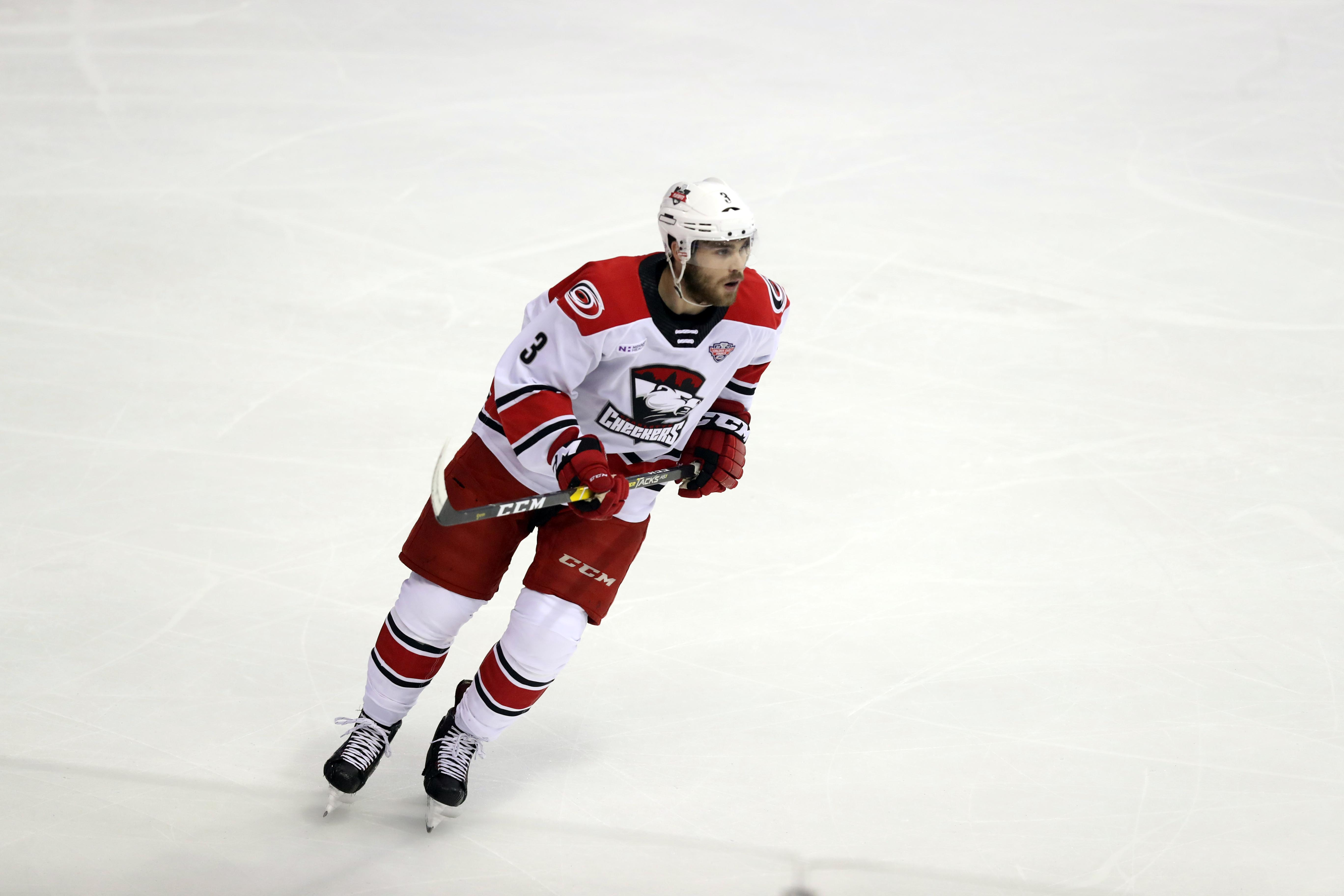
McKeown im Trikot der Charlotte Checkers (2019)

McKeown spielte bis 2012 bei den Toronto Marlboros in den unterklassigen Juniorenligen der Provinz Ontario. Bei der OHL Priority Selection 2012 wurde er an zweiter Stelle von den Kingston Frontenacs aus der Ontario Hockey League ausgewählt, für die er seitdem auflief. In der Saison 2012/13 wurde er wegen seiner herausragenden Leistungen ins OHL All-Rookie Team berufen.
Beim NHL Entry Draft 2014 galt er als Top-Prospect und wurde schließlich an 50. Position von den Los Angeles Kings ausgewählt. Diese gaben die Rechte an ihm im Februar 2015 samt einem Erstrunden-Wahlrecht für den NHL Entry Draft 2015 an die Carolina Hurricanes ab, um ihrerseits Andrej Sekera zu verpflichten. Bei den Hurricanes unterzeichnete McKeown im April 2014 einen auf drei Jahre befristeten Einstiegsvertrag.
Im November 2017 gab McKeown sein NHL-Debüt für die Hurricanes blieb aber weiterhin Stammpersonal der Charlotte Checkers, mit denen er am Ende der Saison 2018/19 den Calder Cup gewann. Während der Off-Season vor Beginn der Spielzeit 2020/21 wurde er leihweise an Skellefteå AIK aus der Svenska Hockeyligan abgegeben, wo er letztlich die gesamte Saison spielte und sich anschließend im Juli 2021 als Free Agent der Colorado Avalanche anschloss. In gleicher Weise wechselte er im Juli 2022 zu den Nashville Predators, ehe er im Juli 2024 einen auf die AHL beschränkten Vertrag bei den San Diego Gulls unterzeichnete.

### International
McKeown gewann mit der kanadischen U18-Nationalmannschaft die Goldmedaille bei der Eishockey-Weltmeisterschaft der U18-Junioren 2013 sowie beim Ivan Hlinka Memorial Tournament 2013. Zudem nahm er 2016 an der U20-Weltmeisterschaft teil, belegte mit der Mannschaft jedoch nur den sechsten Rang.

## Erfolge und Auszeichnungen
- 2013 OHL All-Rookie Team
- 2019 Calder-Cup-Gewinn mit den Charlotte Checkers

### International
- 2013 Goldmedaille bei der U18-Junioren-Weltmeisterschaft
- 2013 Goldmedaille beim Ivan Hlinka Memorial Tournament
- 2014 Bronzemedaille bei der U18-Junioren-Weltmeisterschaft

## Karrierestatistik
Stand: Ende der Saison 2023/24

### International
Vertrat Kanada bei:
| - World U-17 Hockey Challenge 2013 - Ivan Hlinka Memorial Tournament 2013 - U18-Junioren-Weltmeisterschaft 2013 | - U18-Junioren-Weltmeisterschaft 2014 - U20-Junioren-Weltmeisterschaft 2016 |

(Legende zur Spielerstatistik: Sp oder GP = absolvierte Spiele; T oder G = erzielte Tore; V oder A = erzielte Assists; Pkt oder Pts = erzielte Scorerpunkte; SM oder PIM = erhaltene Strafminuten; +/− = Plus/Minus-Bilanz; PP = erzielte Überzahltore; SH = erzielte Unterzahltore; GW = erzielte Siegtore; 1 Play-downs/Relegation; Kursiv: Statistik nicht vollständig)